# Un delitto avrà luogo
Un delitto avrà luogo (A Murder is Announced) è un romanzo giallo della scrittrice inglese Agatha Christie. Pubblicato per la prima volta nel 1950, fu stampato in Italia nel 1951 nella collana Il Giallo Mondadori, con il numero 109. Ha per protagonista il popolare personaggio di Miss Marple.
Nel romanzo ritorna il personaggio di sir Henry Clithering, ex sovrintendente di Scotland Yard, comparso già in Miss Marple e i tredici problemi e nel romanzo C'è un cadavere in biblioteca. Compare invece per la prima volta l'ispettore Craddock, che apparirà successivamente in Istantanea di un delitto e in Assassinio allo specchio.

## Trama
Sul giornale del mattino di un piccolo ed ordinario villaggio inglese, Chipping Cleghorn, appare uno strano messaggio: “Un delitto avrà luogo venerdì 29 ottobre, alle ore 18.30 pomeridiane, nel villino “Little Paddocks”. Si pregano gli amici di voler accettare quest'avvertimento, che non sarà più ripetuto". Tutto ciò sorprende molto Letitia Blacklock, la proprietaria di Little Paddocks, che non ha la minima idea di cosa voglia dire quel messaggio: non l'ha pubblicato lei, e nessuno dei suoi amici ne sa qualcosa. Miss Blacklock prende la cosa con filosofia e si appresta al ricevimento.
Naturalmente, gli abitanti del villaggio sono intrigati dalla notizia e diversi di loro si presentano quella sera a Little Paddocks, con motivazioni poco plausibili, ma molto interessati a quello che potrebbe succedere. Quando l'orologio inizia a battere le 18.30, le luci si spengono e una porta si apre, rivelando un uomo con una torcia.
L'uomo intima ai presenti di alzare le mani. Molti di loro lo fanno, pensando che sia tutto parte di un gioco, ma quest'idea sparisce dalla mente di tutti quando si sentono dei colpi di arma da fuoco nella stanza. La porta si richiude con un gran rumore, e il panico dilaga: poco dopo si scopre che i fusibili si sono bruciati, che l'uomo con la pistola è stato colpito, e che Miss Blacklock sanguina da un graffio al lobo dell'orecchio. La cosa più curiosa di tutte riguarda l'uomo con la pistola: Dora Bunner - amica d'infanzia di Letitia Blacklock e da questa chiamata affettuosamente Bunny - riconosce Rudi Schertz, il receptionist di un albergo lì vicino, che aveva chiesto dei soldi a Letitia proprio qualche giorno prima.
Viene chiamata la polizia. Tutti gli indizi portano a credere che il caso riguardi o uno strano suicidio o una morte accidentale, ma l'ispettore Craddock non reputa plausibili nessuna delle due possibilità. Per un colpo di fortuna, Miss Marple è un'ospite dello stesso hotel in cui lavorava Rudi Schertz. A Craddock viene consigliato di coinvolgere l'anziana signorina nelle indagini, e i due cominciano a lavorare insieme. Dalle indagini emerge che Rudi aveva un passato criminale, però impostato su piccoli furti e contraffazioni. La sua ragazza, comunque, rivela che era stato pagato per fare la sua apparizione quella sera fatale, ma che credeva che fosse tutto “uno stupido scherzo inglese”.
Con questa nuova informazione, Craddock ritorna a Chipping Cleghorn. Miss Marple si trasferisce a casa del vicario per continuare le indagini oltre la durata della sua vacanza. Il primo passo è scoprire perché Schertz abbia assalito Miss Blacklock. Questo filone porta a un vicolo cieco: Letitia non ha nemici. Ha lavorato per un certo periodo di tempo per un uomo d'affari (Randall Goedler) e adesso si trova in una condizione di relativo benessere. Si scopre però che la Blacklock potrebbe diventare molto ricca: infatti, la fortuna di Randall Goedler, alla sua morte, è passata a sua moglie Belle che ora è molto malata; alla morte di Belle - non avendo i Goedler avuto figli - Miss Blacklock eredita tutto. Se, invece, Letitia dovesse morire prima di Belle, l'intera eredità andrebbe ai misteriosi “Pip” e “Emma”, i figli della sorella di Randall, che si era allontanata dal fratello anni prima. Nessuno sa dove si trovino attualmente i due, e neanche che aspetto potrebbero avere.
L'ispettore Craddock trova dell'olio sui cardini di una porta del salone (dove è avvenuta la “sparatoria”) che si supponeva fosse inutilizzata da anni, e Bunny dice che fino a poco tempo prima un tavolo era piazzato contro quella porta.
L'ispettore Craddock si reca allora in Scozia, per incontrare Belle: la donna gli dice che Letitia aveva una sorella a cui era molto legata, Charlotte, che era nata con il gozzo. Il loro padre, un dottore molto vecchio stile, aveva cercato senza successo di trovarle una cura, ma la ragazza si era limitata ad allontanarsi da tutti man mano che il gozzo peggiorava. L'uomo morì poco prima della Prima Guerra Mondiale, e Letitia abbandonò il suo lavoro con Goedler e portò Charlotte in Svizzera per farla operare in modo da rimediare al suo problema. Le due sorelle poi aspettarono la fine della guerra in Svizzera, ma prima di poter rientrare a casa, Charlotte morì all'improvviso.
Miss Marple prende il tè con Bunny, e la donna le rivela alcuni dettagli riguardo alla misteriosa faccenda: parla della porta oliata di recente che ha scoperto insieme all'ispettore; è sicura che Patrick Simmons non sia quello che appare e, cosa più importante, è assolutamente sicura che c'era un'altra lampada nella stanza la sera dell'omicidio (una con la pastorella e non quella con il pastore che c'è adesso al suo posto). La loro chiacchierata viene però interrotta dall'arrivo di Letitia.
Quella sera, Letitia organizza una festa di compleanno per Bunny, invitando tutti i loro amici, e preparandole anche una torta al cioccolato, cosa che in quel periodo era molto difficile fare vista la difficoltà di reperire uova e cioccolato nei piccoli villaggi. Bunny, poco dopo, dice di avere mal di testa e decide di andare a letto dopo aver preso un'aspirina di Letitia, visto che il suo flacone di medicinali, comprato quella mattina, è scomparso. Bunny muore per avvelenamento quella sera stessa.
Miss Marple va a trovare Miss Blacklock, che piange e si lamenta per la morte di Bunny. Miss Marple chiede alla donna di mostrarle delle fotografie di Sonia Goedler, la madre di Pip ed Emma, ma tutte le foto della donna sono sparite dagli album fotografici, nonostante poco prima della morte di Rudi Schertz fossero ancora al loro posto.
Contemporaneamente, le signorine Hinchcliffe e Murgatroyd - due amiche presenti al famigerato ricevimento - si rendono conto che quest'ultima avrebbe potuto vedere chi era presente nella stanza al momento del delitto, dato che si trovava dietro la porta spalancata da Rudi e poteva vedere le facce di tutti i presenti mentre venivano illuminate dalla torcia. Le due donne intuiscono infatti che una persona avrebbe potuto sgattaiolare via dal salone quando le luci si erano spente e andare a mettersi dietro a Rudi per sparare a lui e a Miss Blacklock.
Proprio mentre la Murgatroyd sta cercando di ricordarsi chi non ha visto nella stanza, il capostazione chiame le due donne per comunicare loro che è arrivato un cane che loro aspettavano. Mentre Miss Hinchcliffe si sta allontanando, la Murgatroyd ha un'illuminazione e ricorda chi non era presente nella stanza e urla all'amica “Lei non c'era!” . Malauguratamente, però, Miss Murgatroyd viene uccisa mentre la Hinchcliffe è alla stazione, e quindi non può rivelare a nessuno il nome dell'assassino.
A Little Paddocks, Letitia riceve una lettera dalla vera Julia Simmons, da Perth. La Blacklock allora si reca dalla finta “Julia” e l'affronta con la missiva in mano. La ragazza le confessa di essere la figlia di Sonia Goedler, Emma Stamfordis, e che fingeva di essere Julia affinché lei e Patrick potessero stare insieme.
Julia/Emma insiste nel dire che non c'entra con il tentativo di omicidio – lei aveva dato una mano durante la Resistenza francese, e non avrebbe mancato un bersaglio da quella distanza, neanche al buio – e non voleva neanche far fuori Letitia per impadronirsi dell'eredità. La ragazza infatti voleva farsi avanti con Letitia e svelarle la sua vera identità, per chiederle una piccola somma di denaro, ma una volta avvenuto l'omicidio, aveva deciso che era più saggio continuare a fingere di essere Julia.
Phillipa Haymes si introduce in cucina per parlare con Julia, ma la ragazza la manda via prima di sapere che cosa la donna aveva da dirle. Quella notte il gatto del vicario, Tiglath Pileser, fa cadere dell'acqua su un cavo elettrico sfilacciato, e quest'incidente fa esplodere i fusibili, e tutto questo porta Miss Marple alla soluzione del caso.
L'ispettore Craddock convoca tutti a Little Paddocks e comincia gli ultimi interrogatori, ma viene interrotto da Mitzi, che urlando dice di aver visto Letitia commettere l'omicidio. I presenti non le credono, dato che si ricordano di aver visto la Blacklock nella stanza.
Miss Blacklock afferma di sentirsi male, ed esce dalla stanza. L'ispettore continua con le sue domande, e presto scopre che la presunta Julia in realtà è Emma, e quindi crede che Patrick sia Pip. Phillipa a questo punto afferma di essere lei Pip. L'ispettore accusa Edmund di stare dietro alla donna solo per i suoi soldi, dato che ha scoperto la sua vera identità. Edmund nega tutto e proprio in quel momento si sente un urlo terrificante provenire dalla cucina. Tutti accorrono in cucina e trovano Miss Blacklock che sta cercando di annegare Mitzi nel lavandino, ma un poliziotto fatto venire fin lì da Miss Marple, interviene in tempo per salvare la giovane.
La spiegazione di Miss Marple è molto semplice: in Svizzera è morta Letitia, e non Charlotte. Charlotte allora ha deciso di fingere di essere la sorella ed è ritornata in Inghilterra; poche persone avevano conosciuto Charlotte, visto che viveva come una reclusa, e dei piccoli cambiamenti nella figura di Letitia si sarebbero potuti spiegare con il periodo di lontananza passato dalla donna in Svizzera. Charlotte doveva solo evitare ogni contatto con le persone che conoscevano bene Letitia, come per esempio Belle Goedler. Bunny era una delle poche persone che conoscevano bene Charlotte, ma quest'ultima, dopo un lungo periodo di solitudine, le aveva permesso di andare a vivere con lei. Anche Rudi Schertz avrebbe potuto rovinare tutto: lavorava infatti come infermiere presso la clinica svizzera presso cui si erano recate le due sorelle e poteva quindi identificare Charlotte. Per questo Charlotte assoldò in segreto Rudi per la sceneggiata a Chipping Cleghorn e poi - facendo bruciare il fusibile versando dell'acqua di un vaso di violette su un cavo sfilacciato - è scivolata attraverso la seconda porta, si è piazzata dietro a Rudi e gli ha sparato. Tornata al suo posto, Charlotte si era tagliuzzata un lobo dell'orecchio con delle forbici per far intendere di essere stata colpita di striscio dal proiettile. Anche Bunny era condannata: aveva occhio per i dettagli, ma ogni tanto era soggetta a dei lapsus e in diverse occasioni si era riferita a Letitia chiamandola “Lotty” (diminutivo per Charlotte) invece di “Letty”. La sua chiacchierata con Miss Marple aveva convinto la donna a farla fuori. Miss Murgatroyd, l'ultima vittima, era stata uccisa perché aveva capito troppo.
Mitzi ed Edmund erano stati convinti da Miss Marple a prendere parte al suo piano; ma i progetti della anziana signorina stavano per essere rovinati quando Phillipa ha ammesso di essere Pip. L'ispettore Craddock ha avuto la prontezza di spirito di affermare che Edmund era interessato a Phillipa per via dei suoi soldi, in modo da far credere a Letitia che la polizia sospettasse di loro, e che quindi eliminando Mitzi sarebbe stata al sicuro.

## Personaggi
- Miss Marple, investigatrice dilettante
- Ispettore Craddock, ispettore di Scotland Yard
- Sir Henry Clithering, ex sovrintendente di Scotland Yard
- Letitia Blacklock, padrona di Little Paddocks
- Dora Bunner, amica d'infanzia di Letitia
- Patrick Simmons, nipote di Letitia
- Julia Simmons, nipote di Letitia
- Mitzi, cuoca di Little Paddocks
- Phillipa Haymes, ospite pagante di Little Paddocks
- Colonnello Easterbrook, colonnello a riposo
- Signora Easterbrook, giovane moglie del colonnello
- Signora Sweettenham, vicina di Letitia
- Edmund Swettenham, figlio della signora Swettenham
- Signorina Hinchcliffe, vicina di Letitia
- Signorina Murgatroyd, vicina di Letitia
- Diana Harmon, moglie del vicario
- Rudi Scherz, giovane svizzero
- Randal Goedler, miliardario per cui lavorava Letitia
- Belle Goedler, moglie di Randal
- Sonia Goedler, sorella di Randal
- Pip ed Emma, figli di Sonia

## Edizioni
- Agatha Christie, Un delitto avrà luogo, traduzione di Grazia Griffini, collana Il Giallo Mondadori, Mondadori, I ed. 1951, ISBN 88-04-50758-6.
- Agatha Christie, Miss Marple: indagare è il mio peccato,  a cura di Alberto Tedeschi, collana Omnibus Gialli, Mondadori,  Milano 1972 (oltre a Un delitto avrà luogo, contiene: Giochi di prestigio, Istantanea di un delitto, Silenzio: si uccide, Un'idea geniale, La dama di compagnia)

## Adattamenti cinematografici
- Un delitto avrà luogo (A Murder is Announced), 1985, episodio di Norman Stone con Joan Hickson, Ursula Howells, Samantha Bond e Simon Shepherd.
- Un delitto avrà luogo (A Murder is Announced), 2010, episodio di John Strickland con Geraldine McEwan, Zoë Wanamaker, Matthew Goode e Sienna Guillory.